# District d'Amata
Le district d'Amata (天田郡, Amata-gun), aussi appelé district d'Amada, est un ancien district de la préfecture de Kyoto, au Japon. L'un des comtés originaux de la province de Tamba après l'application du système ritsuryō au VIIe siècle, il disparaît le 1er janvier 2006 lors que ses deux dernières municipalités, les bourgs de Miwa et de Yakuno, sont intégrés dans la ville de Fukuchiyama.

## Toponymie
Dans l'Engishiki, la lecture du nom « 天田郡 » est « Amata », mais dans le Wamyō Ruijushō, le nom est lu « Anmata » (安万多). Le nom est maintenant plus communément lu « Amada ».

## Géographie

### Topographie

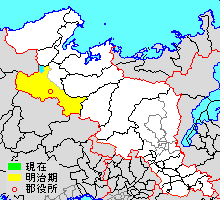
Étendue du district d'Amata sur une carte de la préfecture de Kyoto dans ses tracés du 12 mars 2007.

En 1981, il est composé des deux bourgs de Miwa et de Yakuno, au nord-ouest de la préfecture de Kyoto, dans l'ancienne province de Tamba. La partie centrale du district étant devenue la ville de Fukuchiyama, le district est discontinu. Il se trouve dans le cours central du fleuve Yura et est entouré de montagnes, les monts Ōe (ja) (大江山) et le mont Akaishi (赤石岳) au nord, les monts Mikuni (三国山), Kanato (鉄鈷山) et Takara (宝山) à l'ouest, les monts Eboshi (烏帽子山) et Muro (室山) au sud, et les monts Sanshū (三郡ケ岳), Take (高岳), Karasu (鳥ケ岳), Oni (鬼ケ城) et Ten (天ケ峯) à l'est, variant à une altitude entre 500 et 800 mètres. Il constitue la partie ouest du bassin de Fukuchiyama (ja) (福知山盆地), et le fleuve Yura y entre par l'est depuis Ayabe, avant de converger vers la rivière Haze, puis tourner vers le nord-ouest, où il est rejoint par les rivières Waku (和久川) et Maki (ja) (牧川) avant de continuer dans le district de Kasa.
Il est maintenant entièrement compris dans la ville de Fukuchiyama (qui comprend aussi une partie des anciens district d'Ikaruga (ja), de Yosa et de Kasa).

### Districts limitrophes
Historiquement, le district d'Amata est bordé à l'est par le district d'Ikaruga (ja) (何鹿郡), au sud-est par les districts de Funai (船井郡) et de Taki (ja) (多紀郡) et au sud par le district de Hikami (ja) (氷上郡), tous quatre dans la même province de Tamba, à l'ouest par les districts d'Asago (ja) (朝来郡) et de Yabu (ja) (養父郡) et au nord-ouest par le district d'Izushi (ja) (出石郡), tous trois dans la province de Tajima, et au nord par les districts de Yosa (与謝郡) et de Kasa (加佐郡), tous deux dans la province de Tango. Après plusieurs changements territoriaux, les provinces de Tamba, Tango et Tajima disparaissent ; les districts de Taki, Hikami, Asago, Yabu et Izushi intègrent la nouvelle préfecture de Hyōgo, tandis que ceux d'Ikaruga, Funai, Yosa et Kasa passent dans la nouvelle préfecture de Kyoto avec Amata.
Le 1er avril 1902, il absorbe une partie du district de Yosa. Le 1er avril 1937, il perd une partie de son territoire après la promotion de Fukuchiyama au rang de ville, et en perd d'autres parties au profit de cette même ville le 1er avril 1949, qui sectionne le district en deux parties non contiguës, et le 1er avril 1955, date à laquelle il ne borde plus les districts de Yosa et de Kasa. Le 1er août 1950, il devient voisin de la nouvelle ville d'Ayabe (綾部市), promu à partir de parties du district d'Ikaruga, et ne borde ainsi plus le district d'Ikaruga. Le 30 septembre 1956, il ne borde plus le district de Yabu après qu'une partie de ce dernier est absorbé par le district d'Asago. Le 1er avril 1999, le district de Taki est dissous après une fusion municipale et le district d'Amata borde désormais la nouvelle ville de Sasayama (篠山市). Le 1er novembre 2004, le district de Hikami est dissous après une fusion et Amata devient voisin de la nouvelle ville de Tamba (丹波市). Le 1er avril 2005, les districts d'Asago et d'Izushi sont dissous le même jour après des fusions et Amata devient donc voisin des villes de Toyooka (豊岡市) et d'Asago (朝来市).

## Histoire

### Préhistoire
Il n'est pas clair quelle partie du district est celle qui a été habitée le plus tôt, mais des outils en pierre taillée trouvés le long de la rivière Haze (ja) (土師川), ainsi que ceux découverts dans le site archéologique de Wadaga (和田賀遺跡) à Osada, dans l'actuelle  Fukuchiyama, dateraient du Paléolithique. De plus, des outils en forme de pointe datant du début de la période Jōmon ont été découverts notamment à Wakudera et à Okunobe, prouvant une présence humaine hâtive. Le site archéologique de Shōbuike (菖蒲池遺跡) à Yakuno date de la période Jōmon tardive, tandis que dans la plaine de Hirano, on trouve des vestiges de la période Yayoi moyenne à tardive. De nombreux kofun sont visibles notamment dans les secteurs de Hirano, Ogura et Takauchi, et il existe à Sue, dans le sud de Yakuno, un groupement de plus de quarante vestiges de fours. D'autre part, on ne trouve pas de sites datant des périodes Jōmon à Yayoi à Miwa, à l'exception de quelques fragments de céramique de Sue (ja) de la période Kofun tardive trouvés à l'extrémité de la colline de Kayō.

### Moyen Âge
Durant la réforme au Taika au VIIe siècle, les préceptes du système ritsuryō sont peu à peu adoptés, ce qui entraîne la création du comté d'Amata. Le nom du comté d'Amata apparaît la première fois dans un décret du 26e jour du 9e mois de la 19e année de l'ère Tenpyō (747), le Tōdai-ji Yōroku (ja) (東大寺要録), un état des comptes du temple Tōdai-ji de Nara, qui mentionne « 50 habitations dans le comté d'Amata, province de Tamba » (丹波国天田郡五十戸). Dans le Shoku Nihongi (続日本紀), le passage du 26e jour du 7e mois de la 2e année de l'ère Tenpyō-jingo (766) parle d'une offrande provenant du mont Hananami (華浪山) dans le comté d'Amata, province de Tamba. Vers la fin de la 2e année de l'ère Tenpyō-hōji (758), on note que des rizières à fin de rituels, appelées « Yuki » (悠紀), ont été implantés dans le comté, surnommé alors « pays du Yuki » (由機国).
Selon le dictionnaire Wamyō ruijushō édité en 938, le comté compte dix cantons (郷), ceux de Mutobe (六部郷), Hanishi (土師郷), Sokabe (宗部郷), Sasaibe (雀部郷), Waku (和久郷), Hayashi (拝師郷), Anga (庵我郷), Kawaguchi (川口郷), Yaku (夜久郷) et Kanbe (神戸郷). 
Dans la liste des sanctuaires shinto (ja) de l'Engishiki de 927, on y recense quatre sanctuaires, ceux d'Ikuno (生野神社, selon l'ancienne lecture « Ikuno no jinja »), Anga (奄我神社, ou 庵我神社, selon l'ancienne lecture « Amuka no jinja »), Amateru Tama no Mikoto (天照玉命神社) et Araki (荒木神社).

### Époque moderne
Le « Kyūdaka Kyūryō Torishirabe-chō (ja) » (旧高旧領取調帳), type de registre sur l'état des villages, de la province de Tamba, rédigé au début de l'ère Meiji (1868-1912), recense 115 villages et un bourg dans le comté d'Amata :
| Type d'administration                    | Type d'administration                                                         | Nombre de villages  | Noms des villages |
| ---------------------------------------- | ----------------------------------------------------------------------------- | ------------------- | --- |
| Tenryō                                   | Hatamoto                                                                      | 5                   | Ubarashimo (菟原下村), Hosomitsuji (細見辻村), Shimoōchi (下大内村), Hazumaki (筈巻村) et Ichinomiya (一ノ宮村) |
| Han                                      | Domaine de Fukuchiyama (ja) (福知山藩)                                        | 1 bourg 58 villages | Araga (荒河村), Iwai (岩井村), Okunobe (奥野部村), Wakudera (和久寺村), Daimon, (大門村), Ishiba (石場村), Kitayama (北山村), Hatakenaka (畑中村), Dan (談村), Komaki (小牧村), Tarumi, (樽水村), Ebara (榎原村), Haishi (拝師村), Imayasu (今安村), Handa (半田村), Shinjo (新庄村), Atsu (厚村), Sasoo (笹尾村), Shōmyōji (正明寺村)、Muro (室村)、Ichidera (市寺村), Tatsuwara (立原村), Jūni (十二村), Maki (牧村), Urushigahana (漆端村), Kamiamazu (上天津村), Shimoamazu (下天津村), Shimooda (下小田村), Kamioda (上小田村), Tawa (田和村), Miyagaki (宮垣村), Inono (猪野々村), Umedani (梅谷村), Ida (井田村), Imanishinaka (今西中村), Hata (畑村), Nukata (額田村), Chihara (千原村), Sue (末村), Heki (日置村), Takauchi (高内村), Oyugo (大油子村), Ogura (小倉村), Hirano (平野村), Itō (板生村), Nōmi (直見村), Fukuchiyama (福知山町), Minamioka (南岡村), Ki (木村), Hori (堀村), Wakunoichi (和久市村)、Iwama (岩間村), Tōnoichi (多保市村), Osada (長田村), Haze (土師村), Maeda (前田村), Izaki (猪崎村), Naka (中村) et Ikebe (池部村) |
| Han                                      | Domaine d'Ayabe (ja) (綾部藩)                                                 | 23                  | Ōmi (大身村), Kayō (加用村), Ōbara (大原村), Daito (台頭村), Kamikawai (上川合村), Yuri (岼村), Shimokawai (下川合村), Hosominakade (細見中出村), Kusayama (草山村), Terao (寺尾村)、Senzoku (千束村), Ashibuchi (芦渕村), Hagiwara (萩原村), Ueno (上野村), Ikuno (生野村), Shōgoji (正後寺村), Mimata (三俣村), Ikeda (池田村), Iwasaki (岩崎村), Miya (宮村), Ōchi (大内村), Hinoo (日尾村) et Jōganji (常願寺村) |
| Han                                      | Domaine d'Iino (province de Kazusa)                                           | 15                  | Nobana (野花村), Ebisu (夷村), Shimosasaki (下佐々木村), Nakasasaki (中佐々木村), Kamisasaki (上佐々木村), Kita (喜多村), Kaminojō (上野条村), Shimonojō (下野条村), Amaza (天座村), Itsumori (行積村), Nagao (長尾村), Ichio (一尾村), Kobunoki (瘤木村), Ōro (大呂村) et Kamiōchi (上大内村) |
| Han                                      | Domaine de Tsurumaki (province de Kazusa)                                     | 3                   | Tomobuchi (友渕村), Takasugi (高杉村) et Hosomioku (細見奥村) |
| Han                                      | Domaine de Kaibara (ja) (柏原藩)                                              | 3                   | Tano (田野村), Kawagita (川北村) et Isa (石原村) |
| Han                                      | Domaine de Sasayama                                                           | 2                   | Horikoshi (堀越村) et Sakamuro (坂室村) |
| Han                                      | Domaine d'Okabe (province de Musashi)                                         | 1                   | Tsuchi (土村) |
| Tenryō et Han (administration conjointe) | Magistrature de Kyoto (ja) (Tenryō) et domaine d'Okabe                        | 1                   | Oki (興村) |
| Tenryō et Han (administration conjointe) | Magistrature de Kumihama (ja) (Tenryō), domaine de Kaibara et domaine d'Ayabe | 1                   | Toda (戸田村) |
| Tenryō et Han (administration conjointe) | Magistrature de Kumihama et domaine d'Ayabe                                   | 1                   | Kan'nonji (観音寺村) |
| Tenryō et Han (administration conjointe) | Hatamoto et domaine de Tsurumaki                                              | 1                   | Ubaranaka (菟原中村) |
| Tenryō et Han (administration conjointe) | Hatamoto et domaine d'Okabe                                                   | 1                   | Yasui (安井村) |

Une majorité des villages sont administrés par les domaines du système Han, et le reste est administré directement par le shogunat (administration Tenryō). Le 19e jour du 2e mois de la 4e année de l'ère Keiō (12 mars 1868), les villages dans la magistrature de Kyoto sont déplacés dans la nouvelle division du tribunal (ja) de Kyoto (京都裁判所). La même année, le 19e jour du 4e mois (21 mai 1868), les villages contrôlés par la magistrature de Kumihama et les Hatamoto sont déplacés dans le nouveau tribunal de Fuchū (府中裁判所), et durant le même mois, le domaine d'Okabe déplace son siège dans la province de Mikawa et change son nom pour le « domaine de Hanbara » (半原藩). Finalement, le 28e jour du 4e mois, les villages administrés par les tribunaux de Kyoto et de Kumihama sont dès lors administrés par la nouvelle préfecture de Kumihama (ja) (久美浜県). Entre cette année jusqu'à la 3e année de l'ère Meiji (1870), les territoires possédés par le domaine d'Iino sont progressivement transférés à d'autres domaines, le domaine d'Iino se réduisant à ses possessions dans la province de Kazusa. Dans la 2e année de l'ère Meiji (1869), les villages de Horikoshi et de Sakamuro, jusqu'alors administrés par la préfecture de Kumihama et anciennement par la magistrature de Kyoto, sont désormais administrés par le domaine de Sasayama.
Le 14e jour du 7e mois de la 4e année de l'ère Meiji (29 août 1871), dû à l'abolition du système han, tous les domaines deviennent des préfectures, celles de Fukuchiyama (福知山県), Ayabe (綾部県), Tsurumaki (鶴牧県), Kaibara (柏原県), Sasayama (篠山県) et Hanbara (半原県). Le 2e jour du 11e mois de la même année (13 décembre 1871), après la première fusion de préfectures, l'entièreté du comté, incluant la préfecture de Kumihama et les préfectures créées quelques mois plus tôt, passe dans la préfecture de Toyooka (ja) (豊岡県). Le 21 août 1876, dû à la deuxième fusion de préfectures, l'entièreté du district passe dans la préfecture de Kyoto. Le 10 avril 1879, la nouvelle loi municipale (ja) est appliquée dans la préfecture de Kyoto et le comté d'Amata devient le district d'Amata, une division administrative. Le siège du district est le château de Fukuchiyama dans le bourg éponyme. En 1881, les villages de Minamioka et de Ki fusionnent pour créer le village d'Amada (天田村).
Le 1er avril 1889, à l'adoption de la loi municipale moderne (ja), le nombre de municipalités est réduit à 21 par la fusion de la majorité des anciennes :
| Villages créés                 | Villages réunis |
| ------------------------------ | --- |
| Ubara (ja) (菟原村)            | Ubaranaka, Ubarashimo, Takasugi, Tomobuchi et Ōmi |
| Kawai (ja) (川合村)            | Kayō, Kamikawai, Shimokawai, Yuri, Ōbara et Daito |
| Hosomi (ja) (細見村)           | Hosomitsuji, Hosominakade, Hosomioku, Kusayama, Terao, Senzoku et Ashibuchi                                                                                     |
| Kamimutobe (ja) (上六人部村)   | Hagiwara, Ikuno, Horikoshi, Ueno, Shōgoji, Sakamuro, Mimata, Ikeda et Iwasaki                                                                                   |
| Nakamutobe (ja) (中六人部村)   | Miya, Ōchi (Ōuchi) et Tano |
| Shimomutobe (ja) (下六人部村)  | Osada, Tōnoichi et Iwama |
| Nishinakasuji (ja) (西中筋村)  | Tsuchi, Isa, Oki, Kan'nonji et Toda |
| Sasaibe (ja) (雀部村)          | Haze, Maeda et Kawagita (Kawakita) |
| Fukuchiyama (福知山町)         | Aucun changement |
| Sogai (ja) (曽我井村)          | Hori, Amada, Wakunoichi (Wakuichi) et Sasoo (Sasao) |
| Anga (ja) (庵我村)             | Izaki, Naka, Ikebe, Yasui et Hazumaki |
| Kamitoyotomi (ja) (上豊富村)   | Dan, Komaki (incluant Sageto), Kitayama, Tarumi, Hatakenaka, Ishiba et Ebara                                                                                    |
| Shimotoyotomi (ja) (下豊富村)  | Muro, Ichidera, Shōmyōji (incluant Shōmyōjishinden), Atsu, Iwai, Araga, Okunobe, Shinjo (Shinjō), Imayasu (incluant Onowaki), Handa, Wakudera, Daimon et Haishi |
| Kamikawaguchi (ja) (上川口村)  | Nobana, Tatsuwara, Jūni, Ebisu, Shimoōchi (Shimoōuchi), Kamiōchi (Kamiōuchi), Shimooda, Kamioda et Ōro                                                          |
| Shimokawaguchi (ja) (下川口村) | Urushigahana, Ichio, Shimoamazu, Kamiamazu, Maki et Kobunoki |
| Kanayama (ja) (金山村)         | Shimonojō, Kaminojō, Itsumori, Nagao et Amaza |
| Mitake (ja) (三岳村)           | Kamisasaki, Nakasasaki, Shimosasaki, Hinoo, Kita, Jōganji et Ichinomiya                                                                                         |
| Kanaya (ja) (金谷村)           | Inono, Umedani, Tawa et Miyagaki |
| Kamiyakuno (ja) (上夜久野村)   | Nōmi, Itō et Hirano |
| Nakayakuno (ja) (中夜久野村)   | Heki, Sue, Oyugo, Takauchi et Ogura |
| Shimoyakuno (ja) (下夜久野村)  | Ida, Imanishinaka, Chihara, Hata et Nukata |

Le 1er juillet 1899, lorsque la loi sur les districts (ja) (郡制) est adoptée dans la préfecture, des assemblées de district ont maintenant lieu dans le district d'Amata, qui se dote aussi d'un préfet de district. Le 1er avril 1902, le village de Kumohara (ja) (雲原村) du district de Yosa rejoint le district d'Amata. Le 1er avril 1918, Sogai est intégré dans le bourg de Fukuchiyama, tandis que le 1er octobre, une partie du village de Kawai (une partie de l'ōaza (ja) (section de village) de Shimokawai (下川合)) est intégré par le village de Hosomi, pour devenir l'ōaza d'Umehara (梅原). Le 31 mars 1923, les assemblées de district sont abolies, suivi du siège de district le 30 juin 1926, et le district d'Amata ne devient plus qu'une division géographique. Le 1er octobre 1936, Sasaibe, Anga et Shimotoyotomi sont intégrés dans le bourg de Fukuchiyama, qui est promu au rang de ville le 1er avril 1937, quittant le périmètre du district.
Durant les grandes fusions de l'ère Shōwa, le nombre de municipalités passe de 17 à 2. Le 1er avril 1949, Nishinakasuji, Shimokawaguchi et Kamitoyotomi sont intégrés dans Fukuchiyama, quittant le périmètre du district. Le 31 mars 1955, Ubara, Hosomi et Kawai fusionnent pour former le village de Miwa (三和村), tandis que le 1er avril, Kamimutobe, Nakamutobe, Shimomutobe, Kamikawaguchi, Kanaya, Mitake, Kanayama et Kumohara sont intégrés dans la ville de Fukuchiyama, quittant ainsi le district d'Amata. Le 1er avril 1956, Miwa est promu au rang de bourg, et le 30 septembre de la même année, Nakayakuno et Shimoyakuno fusionnent pour créer le bourg de Yakuno (夜久野町). Le 1er janvier 1959, Yakuno absorbe Kamiyakuno. Le 1er janvier 2006, durant les grandes fusions de l'ère Heisei (1989-2019), les deux dernières municipalités du district, les bourgs de Miwa et de Yakuno, sont intégrées dans Fukuchiyama, entraînant la dissolution du district d'Amata,,.